# Miss Terra 2012
Miss Terra 2012, dodicesima edizione di Miss Terra, si è tenuta il 24 novembre 2012 presso il Versailles Palace di Alabang, nelle Filippine. Olga Álava dall'Ecuador, ha incoronato la nuova vincitrice Tereza Fajksová, studentessa ventitreenne di Brno alla fine dell'evento.

## Risultati

### Piazzamenti
| Risultato finale | Concorrente |
| ---------------- | --- |
| Miss Terra 2012  | - Repubblica Ceca – Tereza Fajksová |
| Miss Aria 2012   | - Filippine – Stephany Stefanowitz |
| Miss Acqua 2012  | - Venezuela – Osmariel Villalobos |
| Miss Fuoco 2012  | - Brasile – Camila Brant |
| Finaliste        | - Nepal – Nagma Shrestha - Russia – Natalia Pereverzeva - Stati Uniti d'America – Siria Bojorquez - Sudafrica – Tamerin Jardine |
| Semifinaliste    | - Corea del Sud – Sara Kim - Costa Rica – Fabiana Granados - Germania – Nel-Linda Zublewitz - Giappone – Megumi Noda - Italia – Giulia Capuani - Messico – Paola Aguilar Concha - Polonia – Justyna Rajczyk - Scozia – Sara Pender |

### Riconoscimenti speciali
| Riconoscimento speciale  | Concorrente                                      |
| ------------------------ | ------------------------------------------------ |
| Best in Swimsuit         | Costa Rica - Fabiana Granados                    |
| Best in Evening Gown     | Isole Vergini Americane - Carolyn Whitney Carter |
| Miss Congeniality        | India - Prachi Mishra                            |
| Miss Photogenic          | Venezuela - Osmariel Villalobos                  |
| Best in National Costume | Thailandia - Waratthaya Wongchayaporn            |

## Concorrenti
| Nazione                 | Concorrente                            | Età | Altezza | Provenienza                |
| ----------------------- | -------------------------------------- | --- | ------- | -------------------------- |
| Argentina               | Tatiana María Bischof                  | 21  | 1.78    | Buenos Aires               |
| Australia               | Jenna Seymour                          | 21  | 1.67    | Glenmore Park              |
| Austria                 | Sandra Seidl                           | 24  | 1.70    | Vienna                     |
| Bahamas                 | Brooke Maria Sherman                   | 22  | 1.70    | Freeport                   |
| Belgio                  | Madina Hamidi                          | 25  | 1.69    | Anversa                    |
| Belize                  | Jessel Louise Lauriano                 | 23  | 1.70    | Belmopan                   |
| Bolivia                 | Dayana Dorado Moreno                   | 18  | 1.77    | Beni                       |
| Bosnia ed Erzegovina    | Zerina Sirbegovic                      | 21  | 1.69    | Srebrenik                  |
| Botswana                | Lorraine Ditsebe                       | 19  | 1.65    | Mochudi                    |
| Brasile                 | Camila Brant Gonçalve                  | 22  | 1.75    | Patos de Minas             |
| Canada                  | Valérie Rémillard                      | 23  | 1.75    | Québec                     |
| Cina                    | Stephanie Rong                         | 25  | 1.73    | Pechino                    |
| Colombia                | Cindy Kohn-Cybulkiewicz                | 25  | 1.70    | Macao                      |
| Corea del Sud           | Sara Kim                               | 24  | 1.75    | Seul                       |
| Costa Rica              | Fabiana Granados Herrera               | 22  | 1.72    | Guanacaste                 |
| Crimea                  | Liudmyla Kuzmina                       | 24  | 1.78    | Kiev                       |
| Danimarca               | Belinda Jensen                         | 22  | 1.73    | Tølløse                    |
| Ecuador                 | Tatiana Catalina Torres Rojas          | 22  | 1.74    | Cuenca                     |
| El Salvador             | Yaritza Rivera Barillas                | 18  | 1.75    | San Vicente                |
| Figi                    | Esther Chayanne Foss                   | 21  | 1.78    | Suva                       |
| Filippine               | Stephany Dianne Damondamon Stefanowitz | 22  | 1.79    | Quezon City                |
| Finlandia               | Kristiina Maria Airi                   | 19  | 1.72    | Helsinki                   |
| Galles                  | Zoë Kinsella                           | 20  | 1.65    | Cardiff                    |
| Germania                | Nel-Linda Zublewitz                    | 19  | 1.76    | Bünde                      |
| Giappone                | Megumi Noda                            | 25  | 1.72    | Shiga                      |
| Guadalupa               | Lùdmila Pierre-Michel                  | 22  | 1.66    | Le Gosier                  |
| Guam                    | Sarah Borja Filush                     | 24  | 1.73    | Piti                       |
| Guatemala               | Estéfany Miranda García                | 23  | 1.72    | Città del Guatemala        |
| Honduras                | Odily Alvarenga                        | 22  | 1.68    | San Pedro Sula             |
| India                   | Prachi Mishra                          | 24  | 1.73    | Allahabad                  |
| Indonesia               | Chelsy Liven                           | 24  | 1.77    | Tangerang                  |
| Inghilterra             | Zahida Begum                           | 18  | 1.65    | Northumberland             |
| Irlanda del Nord        | Ciara Walker                           | 20  | 1.70    | Derry                      |
| Isole Cook              | Teuira Napa                            | 19  | 1.70    | Avarua                     |
| Isole Vergini Americane | Carolyn Whitney Carter-Heller          | 23  | 1.73    | Christiansted              |
| Italia                  | Giulia Capuani                         | 22  | 1.78    | Milano                     |
| Kenya                   | Fiona Yiasi Konchellah                 | 23  | 1.76    | Nairobi                    |
| Kosovo                  | Ajshe Babatinca                        | 18  | 1.70    | Pristina                   |
| Libano                  | Patricia Geagea                        | 22  | 1.70    | Beirut                     |
| Malaysia                | Deviyah Daranee Radhakrishnan          | 21  | 1.73    | Kuala Lumpur               |
| Malta                   | Yasmin Falzon                          | 20  | 1.75    | La Valletta                |
| Messico                 | Lourdes Paola Aguilar Concha           | 19  | 1.71    | Yucatán                    |
| Moldavia                | Aliona Chitoroaga                      | 24  | 1.72    | Chișinău                   |
| Mongolia                | Battsetseg Turbat                      | 21  | 1.73    | Ulan Bator                 |
| Nepal                   | Nagma Shrestha                         | 20  | 1.78    | Katmandu                   |
| Nicaragua               | Braxis Álvarez Ochomogo                | 24  | 1.75    | Río San Juan               |
| Norvegia                | Nina Elise Fjalestad                   | 19  | 1.71    | Asker                      |
| Nuova Zelanda           | Gloria Ofa Blake                       | 20  | 1.75    | Auckland                   |
| Paesi Bassi             | Wilhelmina Shauny Bult                 | 21  | 1.75    | Boxtel                     |
| Pakistan                | Zanib Naveed                           | 25  | 1.65    | Lahore                     |
| Panama                  | Ana Lorena Ibáñez Carles               | 26  | 1.74    | Penonomé                   |
| Paraguay                | Alexandra Helena Fretes Galeano        | 24  | 1.76    | Asunción                   |
| Polonia                 | Justyna Rajczyk                        | 20  | 1.73    | Poznań                     |
| Porto Rico              | Darla Arni Pacheco Montañez            | 23  | 1.83    | Toa Baja                   |
| Rep. Ceca               | Tereza Fajksová                        | 23  | 1.79    | Ivančice                   |
| Rep. Dominicana         | Rocío Elizabeth Castellanos Matías     | 25  | 1.80    | Santiago de los Caballeros |
| La Riunione             | Aïsha Valy                             | 22  | 1.73    | Entre-Deux                 |
| Romania                 | Iulia Monica Dumitrescu                | 20  | 1.68    | Cluj-Napoca                |
| Russia                  | Natalia Vladímirovna Pereverzeva       | 23  | 1.77    | Kursk                      |
| Scozia                  | Sara Pender                            | 22  | 1.75    | Lanarkshire                |
| Singapore               | Phoebe Tan                             | 24  | 1.72    | Singapore                  |
| Slovacchia              | Martina Grešová                        | 25  | 1.72    | Humenné                    |
| Slovenia                | Anjeza Barbatovci                      | 21  | 1.74    | Lubiana                    |
| Spagna                  | Nathalia Moreira                       | 20  | 1.73    | Madrid                     |
| Sri Lanka               | Chathurika Ariyawansha                 | 25  | 1.70    | Colombo                    |
| Stati Uniti d'America   | Siria Ysabel Bojorquez                 | 19  | 1.83    | El Paso                    |
| Sudafrica               | Tamerin Jardine                        | 23  | 1.77    | Sandton                    |
| Sudan del Sud           | Rachel Angeth Madit                    | 21  | 1.70    | Giuba                      |
| Svezia                  | Camilla Hansson                        | 24  | 1.71    | Stoccolma                  |
| Svizzera                | Lea Sara Wittwer                       | 20  | 1.63    | Berna                      |
| Taiwan                  | Jen-Ling Lu                            | 23  | 1.70    | Taipei                     |
| Tanzania                | Bahati Chando                          | 20  | 1.64    | Dar es Salaam              |
| Thailandia              | Waratthaya Wongchayaporn               | 19  | 1.72    | Hat Yai                    |
| Trinidad e Tobago       | Amryl Claudia Nurse                    | 22  | 1.78    | Chickland                  |
| Turchia                 | İlknur Melis Durası                    | 22  | 1.80    | Istanbul                   |
| Ucraina                 | Ievganiia Prokopenko                   | 25  | 1.73    | Sumy                       |
| Uruguay                 | Cynthia Kutscher Kleinschmidt          | 22  | 1.70    | Salto                      |
| Venezuela               | Osmariel Maholi Villalobos Atencio     | 24  | 1.72    | Maracaibo                  |
| Vietnam                 | Đỗ Hoàng Anh                           | 18  | 1.76    | Hanoi                      |
| Zimbabwe                | Dimitra Markou                         | 18  | 1.72    | Bulawayo                   |

### Debutti
- Isole Cook
- Moldavia
- La Riunione

### Ritorni
- Argentina
- Costa Rica
- Figi
- Finlandia
- Kenya
- Malta
- Mongolia
- Nicaragua
- Polonia
- Sudan del Sud
- Uruguay

### Ritiri
- Aruba
- Cile
- Curaçao
- Estonia
- Francia
- Ghana
- Hong Kong
- Irlanda
- Israele
- Lettonia